# ロン・ウォタス
ロナルド・アレン・ウォタス（Ronald Allan Wotus, 1961年3月3日 - ）は、アメリカ合衆国・コネチカット州ハートフォード出身の元プロ野球選手（遊撃手・二塁手）。右投右打。MLBのサンフランシスコ・ジャイアンツで23年間コーチを務めた。1998年及び2017年から2021年まで三塁ベースコーチを、1999年から2016年まで長きに渡ってベンチコーチを務め数多くの監督の腹心としてチームを支えた。

## 経歴

### プロ入り前
1979年のMLBドラフト16巡目でピッツバーグ・パイレーツから指名され、プロ入り。バーコン・アカデミー時代はサッカー、野球、バスケットボールを掛け持ちしていた。

### 現役時代
1983年9月3日にメジャーデビューすると主に守備固めで出場し1984年までプレイした。通算成績は32試合に出場して58打数12安打2打点。その後はカンザスシティ・ロイヤルズとサンフランシスコ・ジャイアンツのマイナーでプレイし1987年に引退した。

### コーチ時代
ウォタスは1991年から1997年までサンフランシスコ・ジャイアンツ傘下で監督を務め経験を積んだ。1991年から1992年にAのサンホセ・ジャイアンツで 、1993年から1995年までAAシュリーブポート・キャプテンズ 、1996年から1997年までフェニックス・ファイヤーバーツでそれぞれ監督を務めた 。なおマイナーリーグでの監督時代の1991年にカリフォルニアリーグ最優秀監督賞を 、1997年にはパシフィックコーストリーグで最優秀監督賞を受賞している
1998年にサンフランシスコ・ジャイアンツにマイナーでの采配が評価されダスティ・ベイカーの元で三塁ベースコーチとして初昇格すると、翌1999年からはベンチコーチとしてベイカー、フェリペ・アルー、ブルース・ボウチーの腹心として名立たる名将を支えた。名将の腹心としての経験が豊富な事から他球団からの監督としてオファーが何度もあり2000年にはパイレーツ、2005年はライバルであるロサンゼルス・ドジャース、2013年はシアトル・マリナーズ、2014年はタンパベイ・レイズ、2015年にはワシントン・ナショナルズの監督候補に名を連ねていたが最終選考で落選もしくはオファーを断っている。
2017年シーズンから19年振りに三塁ベースコーチに復帰し、ボウチーを違う角度で支えた。その後ゲーブ・キャプラーが新監督に就任すると新任の若手コーチ陣の後進の育成を行い2021年シーズンを持って勇退した。